# Jason Stanley
Jason Stanley (12 d'octubre de 1969) és un filòsof estatunidenc. Treballa com a professor de Filosofia a la Universitat Yale. Ha centrat la seva recerca en l'àmbit de la filosofia del llenguatge i l'epistemologia, des d'on també ha pensat de manera interdisciplinària qüestions del camp de la filosofia política, la lingüística i les ciències cognitives, com ara el llenguatge propagandístic.
Va obtenir el doctorat en Filosofia pel Massachusetts Institute of Technology (MIT) i ha desenvolupat la carrera acadèmica com a professor a la Universitat d'Oxford, la Universitat de Cornell i la Rutgers University. És autor de llibres com ara Knowledge and Practical Interests (Oxford University Press, 2005), How Propaganda Works (Princeton University Press, 2016) i, recentment, s'ha publicat la seva primera obra traduïda al català i al castellà, Fatxa: Com funciona el feixisme i com ha entrat a la teva vida (Blackie Books, 2019), on descriu i analitza els mecanismes que empra el feixisme per arribar al poder i articular les nostres vides. Stanley és col·laborador habitual de The Stone, la popular secció de filosofia de The New York Times, i ha estat guardonat en múltiples ocasions amb premis com l'American Philosophical Association Book Prize (2007) i el PROSE Award (2016).

## Publicacions destacades
- Language in Context: Selected Essays (Oxford, Oxford University Press: 2007), ISBN 978-0-19-922592-7
- Knowledge and Practical Interests (Oxford, Oxford University Press: 2005), ISBN 978-0-19-923043-3
- Know How (Oxford University Press: 2011), ISBN 9780199695362
- How Propaganda Works (Princeton University Press: 2015), ISBN 9780691164427
- How Fascism Works: The Politics of Us and Them (Penguin Random House: 2018), ISBN 9780525511830 (Fatxa. Com funciona el feixisme i com ha entrat a la teva vida, traducció al català de Lucía Giordano, Blackie Books, 2019, ISBN 9788417552268)